# Rougiers
Pour l’article ayant un titre homophone, voir Rougier.
Rougiers [ʁuʒje] est une commune française située dans le département du Var, en région Provence-Alpes-Côte d’Azur.
Ses habitants sont les Rougiérois et Rougiéroises.

## Géographie

### Localisation
Située au nord du massif forestier de la Sainte Baume, Rougiers est un petit village entouré de vignes, de cultures et d'une superbe nature.

### Géologie et relief
Ce paisible village est attaché à son caractère rural : ici pas d'urbanisme agressif mais plutôt la mise en valeur de l'ancien village médiéval.

### Sismicité
Il existe trois zones de sismicité dans le Var : 
- zone 0 : risque négligeable. C'est le cas de bon nombre de communes du littoral varois, ainsi que d'une partie des communes du centre Var. Malgré tout, ces communes ne sont pas à l'abri d'un effet tsunami, lié à un séisme en mer ;
- zone Ia : risque très faible. Concerne essentiellement les communes comprises dans une bande allant de la montagne Sainte-Victoire au massif de l'Esterel ;
- zone Ib : risque faible. Ce risque, le plus élevé du département mais qui n'est pas le plus haut de l'évaluation nationale, concerne 21 communes du nord du département.

La commune de Rougiers est en zone sismique de très faible risque Ia,.

### Hydrographie et eaux souterraines
Cours d'eau sur la commune ou à son aval :
- rivière le Cauron ;
- rivière le Grand Gaudin, affluent du Caramy[4] ;
- ruisseau le Moulinet ;
- la source de Guillandière[5].

### Climat
Pour des articles plus généraux, voir Climat de Provence-Alpes-Côte d'Azur et Climat du Var.
En 2010, le climat de la commune est de type climat méditerranéen franc, selon une étude du Centre national de la recherche scientifique s'appuyant sur une série de données couvrant la période 1971-2000. En 2020, Météo-France publie une typologie des climats de la France métropolitaine dans laquelle la commune est exposée à un climat méditerranéen et est dans la région climatique  Provence, Languedoc-Roussillon, caractérisée par une pluviométrie faible en été, un très bon ensoleillement (2 600 h/an), un été chaud (21,5 °C), un air très sec en été, sec en toutes saisons, des vents forts (fréquence de 40 à 50 % de vents > 5 m/s) et peu de brouillards. 
Pour la période 1971-2000, la température annuelle moyenne est de 13,5 °C, avec une amplitude thermique annuelle de 14,9 °C. Le cumul annuel moyen de précipitations est de 810 mm, avec 5,5 jours de précipitations en janvier et 2,2 jours en juillet. Pour la période 1991-2020, la température moyenne annuelle observée sur la station météorologique de Météo-France la plus proche, « Plan D'aups - Ste Baume_sapc », sur la commune de Plan-d'Aups-Sainte-Baume à 13 km à vol d'oiseau, est de 14,0 °C et le cumul annuel moyen de précipitations est de 1 001,8 mm. 
La température maximale relevée sur cette station est de 41,6 °C, atteinte le 28 juin 2019 ; la température minimale est de −8,9 °C, atteinte le 4 février 2012,,. 
Les paramètres climatiques de la commune ont été estimés pour le milieu du siècle (2041-2070) selon différents scénarios d'émission de gaz à effet de serre à partir des nouvelles projections climatiques de référence DRIAS-2020. Ils sont consultables sur un site dédié publié par Météo-France en novembre 2022.

### Intercommunalité
Commune membre de la Communauté d'agglomération de la Provence Verte.

## Urbanisme

### Typologie
Au 1er janvier 2024, Rougiers est catégorisée bourg rural, selon la nouvelle grille communale de densité à sept niveaux définie par l'Insee en 2022.
Elle est située hors unité urbaine. Par ailleurs la commune fait partie de l'aire d'attraction de Marseille - Aix-en-Provence, dont elle est une commune de la couronne,. Cette aire, qui regroupe 115 communes, est catégorisée dans les aires de 700 000 habitants ou plus (hors Paris),.

### Occupation des sols
L'occupation des sols de la commune, telle qu'elle ressort de la base de données européenne d’occupation biophysique des sols Corine Land Cover (CLC), est marquée par l'importance des forêts et milieux semi-naturels (79,9 % en 2018), une proportion identique à celle de 1990 (79,9 %). La répartition détaillée en 2018 est la suivante : 
forêts (75,4 %), cultures permanentes (10,9 %), zones agricoles hétérogènes (5,9 %), milieux à végétation arbustive et/ou herbacée (4,5 %), zones urbanisées (3,3 %). L'évolution de l’occupation des sols de la commune et de ses infrastructures peut être observée sur les différentes représentations cartographiques du territoire : la carte de Cassini (XVIIIe siècle), la carte d'état-major (1820-1866) et les cartes ou photos aériennes de l'IGN pour la période actuelle (1950 à aujourd'hui).

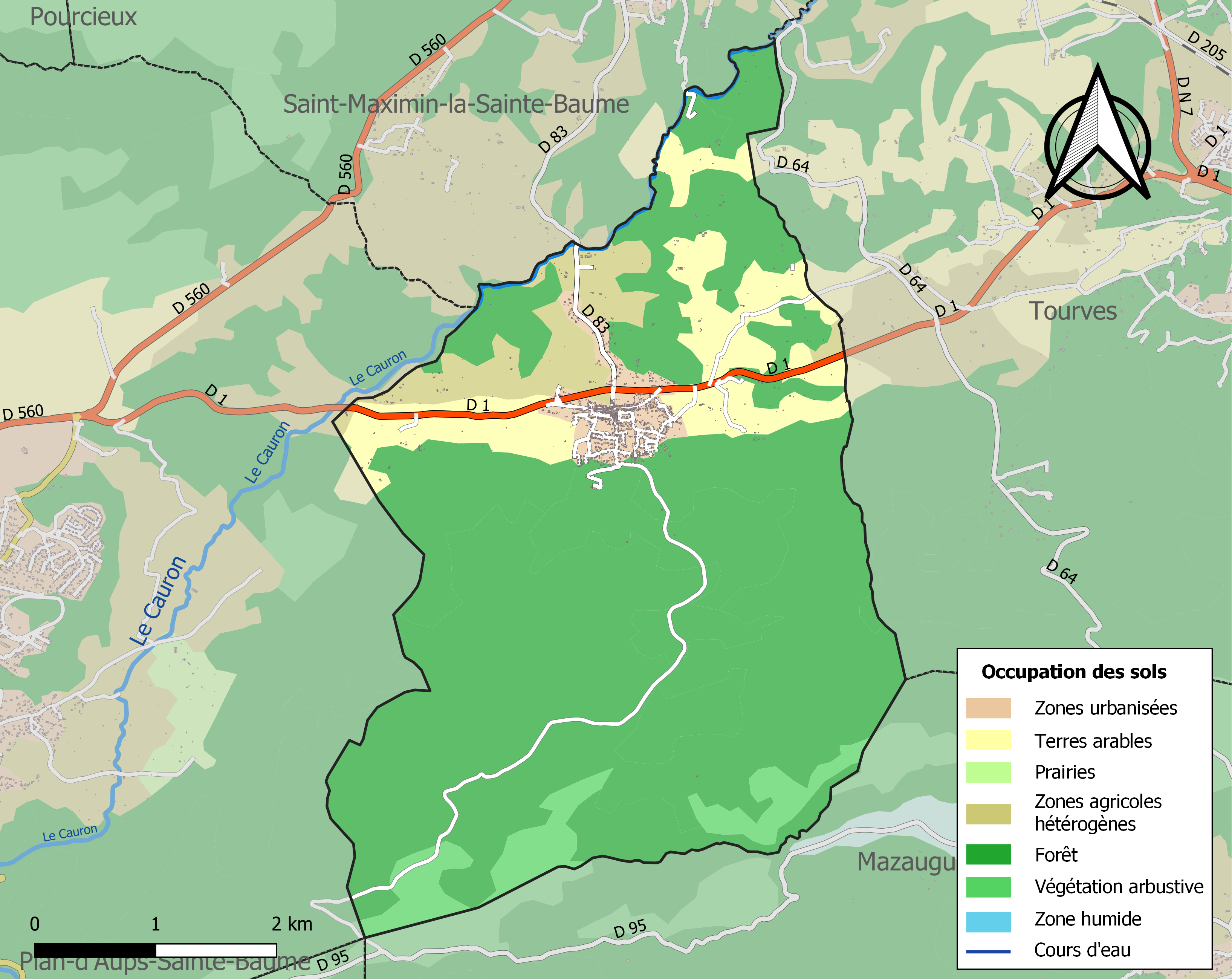
Carte des infrastructures et de l'occupation des sols de la commune en 2018 (CLC).

### Voies de communications et transports

#### Voies routières
La commune est traversée par la route départementale 1 (Var) et la route départementale 83.

#### Transports en commun
Outre les transports scolaires existants, la commune est desservie par le réseau régional de transports en commun Zou !.
La gare SNCF la plus proche est la gare d'Aix-en-Provence.

## Toponymie
Rougiers s'écrit Rougier en provençal de norme mistralienne et Rotgiers dans la norme classique[réf. nécessaire].

## Histoire
Le premier bourg castral de Rougiers est mentionné dans les années 1040 et les vestiges de l'ancien village et du château du XIIe siècle sont du second bourg castral.
La nouvelle église Saint-Sébastien est réalisée en 1759.

## Politique et administration

### Liste des maires
| Période                                  | Période   | Identité          | Étiquette              | Qualité                                                            |
| ---------------------------------------- | --------- | ----------------- | ---------------------- | ------------------------------------------------------------------ |
| Les données manquantes sont à compléter. |           |                   |                        |                                                                    |
| 1908                                     | 1912      | Victor Revest     |                        |                                                                    |
| 1912                                     | 1921      | Émilien Bigoun    |                        |                                                                    |
| 1921                                     | 1995      | Gilbert Henry     | DVG                    |                                                                    |
| juin 1995                                | juin 2020 | Gérard Bleinc     | PCF puis Apparenté PCF | Retraité 4e vice-président de la CA de la Provence Verte (2018 → ) |
| 2020                                     | en cours  | Patrice Tonarelli |                        |                                                                    |

### Budget et fiscalité 2019
En 2019, le budget de la commune était constitué ainsi :

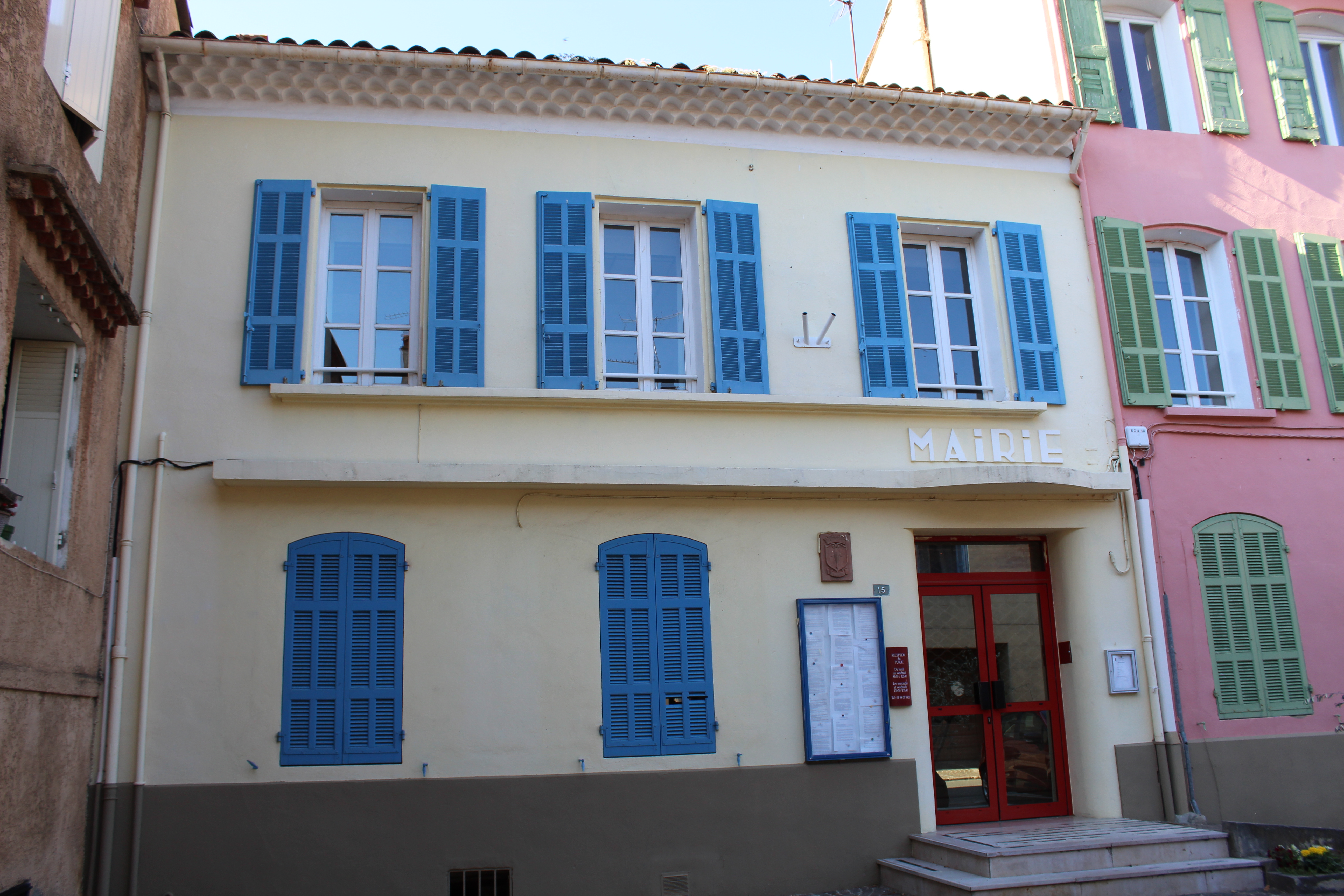
La mairie.

- total des produits de fonctionnement : 1 053 000 €, soit 627 € par habitant ;
- total des charges de fonctionnement : 973 000 €, soit 579 € par habitant ;
- total des ressources d’investissement : 176 000 €, soit 105 € par habitant ;
- total des emplois d’investissement : 109 000 €, soit 65 € par habitant ;
- endettement : 286 000 €, soit 170 € par habitant.

Avec les taux de fiscalité suivants :
- taxe d’habitation : 9,50 % ;
- taxe foncière sur les propriétés bâties : 15,50 % ;
- taxe foncière sur les propriétés non bâties : 63,50 % ;
- taxe additionnelle à la taxe foncière sur les propriétés non bâties : 0 % ;
- cotisation foncière des entreprises : 0 %.

Chiffres clés Revenus et pauvreté des ménages en 2018 : médiane en 2018 du revenu disponible, par unité de consommation : 21 450 €.

### Politique environnementale
La commune fait partie du parc naturel régional de la Sainte-Baume, créé par décret du 20 décembre 2017.

## Population et société

### Démographie
L'évolution du nombre d'habitants est connue à travers les recensements de la population effectués dans la commune depuis 1793. Pour les communes de moins de 10 000 habitants, une enquête de recensement portant sur toute la population est réalisée tous les cinq ans, les populations de référence des années intermédiaires étant quant à elles estimées par interpolation ou extrapolation. Pour la commune, le premier recensement exhaustif entrant dans le cadre du nouveau dispositif a été réalisé en 2006.

En 2022, la commune comptait 1 700 habitants, en évolution de +3,16 % par rapport à 2016 (Var : +4,98 %, France hors Mayotte : +2,11 %).
| 1793 | 1800 | 1806 | 1821 | 1831 | 1836 | 1841 | 1846 | 1851 |
| ---- | ---- | ---- | ---- | ---- | ---- | ---- | ---- | ---- |
| 900  | 862  | 935  | 981  | 980  | 997  | 914  | 941  | 893  |

| 1856 | 1861 | 1866 | 1872 | 1876 | 1881 | 1886 | 1891 | 1896 |
| ---- | ---- | ---- | ---- | ---- | ---- | ---- | ---- | ---- |
| 935  | 976  | 942  | 917  | 895  | 823  | 707  | 678  | 647  |

| 1901 | 1906 | 1911 | 1921 | 1926 | 1931 | 1936 | 1946 | 1954 |
| ---- | ---- | ---- | ---- | ---- | ---- | ---- | ---- | ---- |
| 746  | 623  | 602  | 602  | 568  | 580  | 563  | 519  | 539  |

| 1962 | 1968 | 1975 | 1982 | 1990 | 1999  | 2006  | 2011  | 2016  |
| ---- | ---- | ---- | ---- | ---- | ----- | ----- | ----- | ----- |
| 563  | 576  | 504  | 646  | 834  | 1 063 | 1 313 | 1 584 | 1 648 |

| 2021  | 2022  | - | - | - | - | - | - | - |
| ----- | ----- | - | - | - | - | - | - | - |
| 1 686 | 1 700 | - | - | - | - | - | - | - |

### Enseignement
La commune dispose d'une école maternelle et d'une école primaire. Les collèges les plus proches sont à Saint-Maximin-la-Sainte-Baume. Les lycées les plus proches sont à Saint-Maximin-la-Sainte-Baume, La Celle et Brignoles.

### Santé
La commune bénéficie d'un réseau de santé assez complet : médecins, ostéopathe, kinésithérapeute, infirmiers, des pharmacies à Nans-les-Pins, Tourves, Saint-Maximin-la-Sainte-Baume et des hôpitaux à Nans-les-Pins, Saint-Maximin-la-Sainte-Baume, Brignoles.

### Cultes
- Culte catholique église Saint-Sébastien, paroisse de Nans-les-Pins[33], Diocèse de Fréjus-Toulon.

## Culture locale et patrimoine

### Lieux et monuments

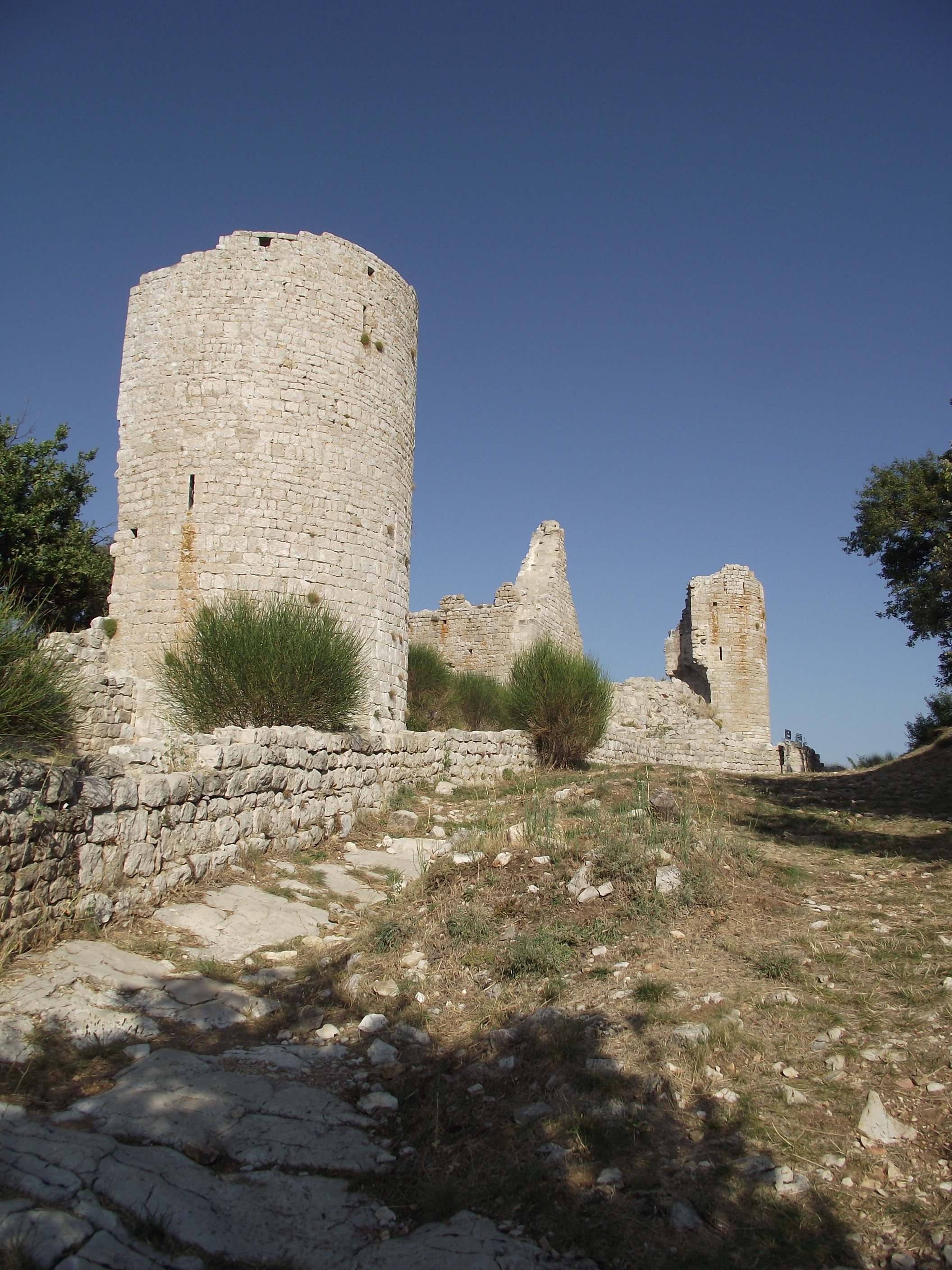
Partie de la ruine du château.
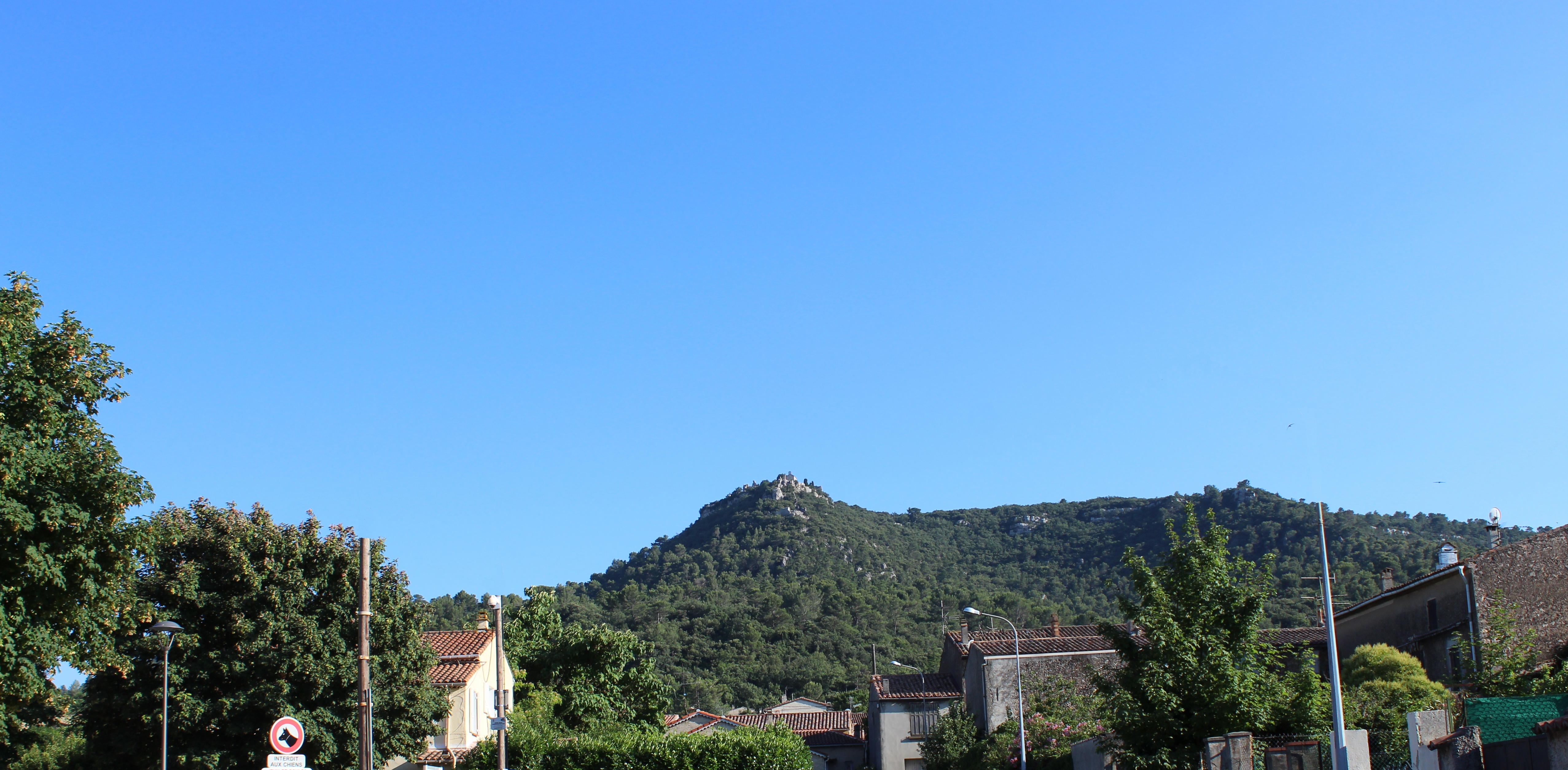
Vue du castrum Saint-Jean depuis le village.
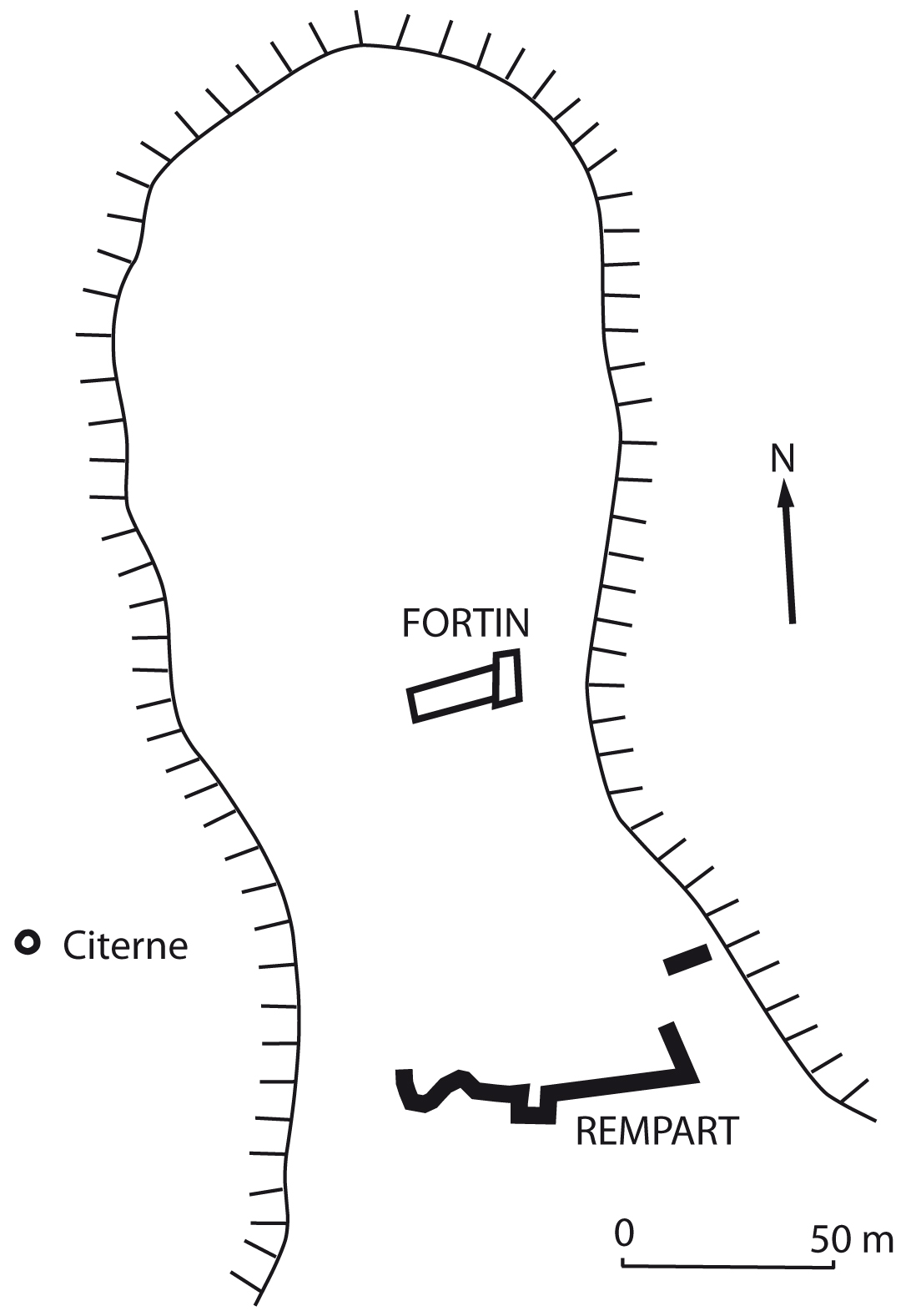
Plan de l'oppidum de Piégu.
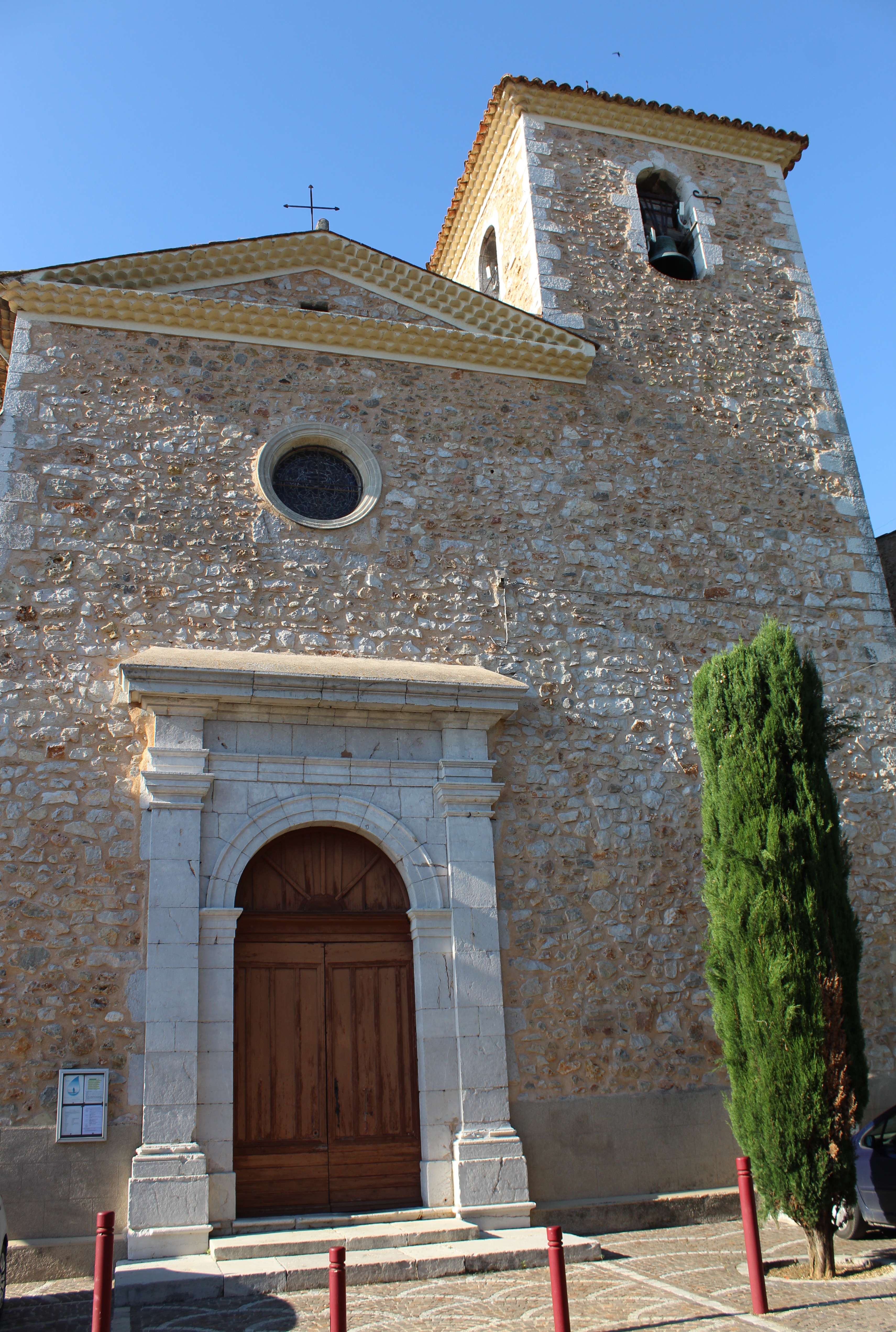
L'église.
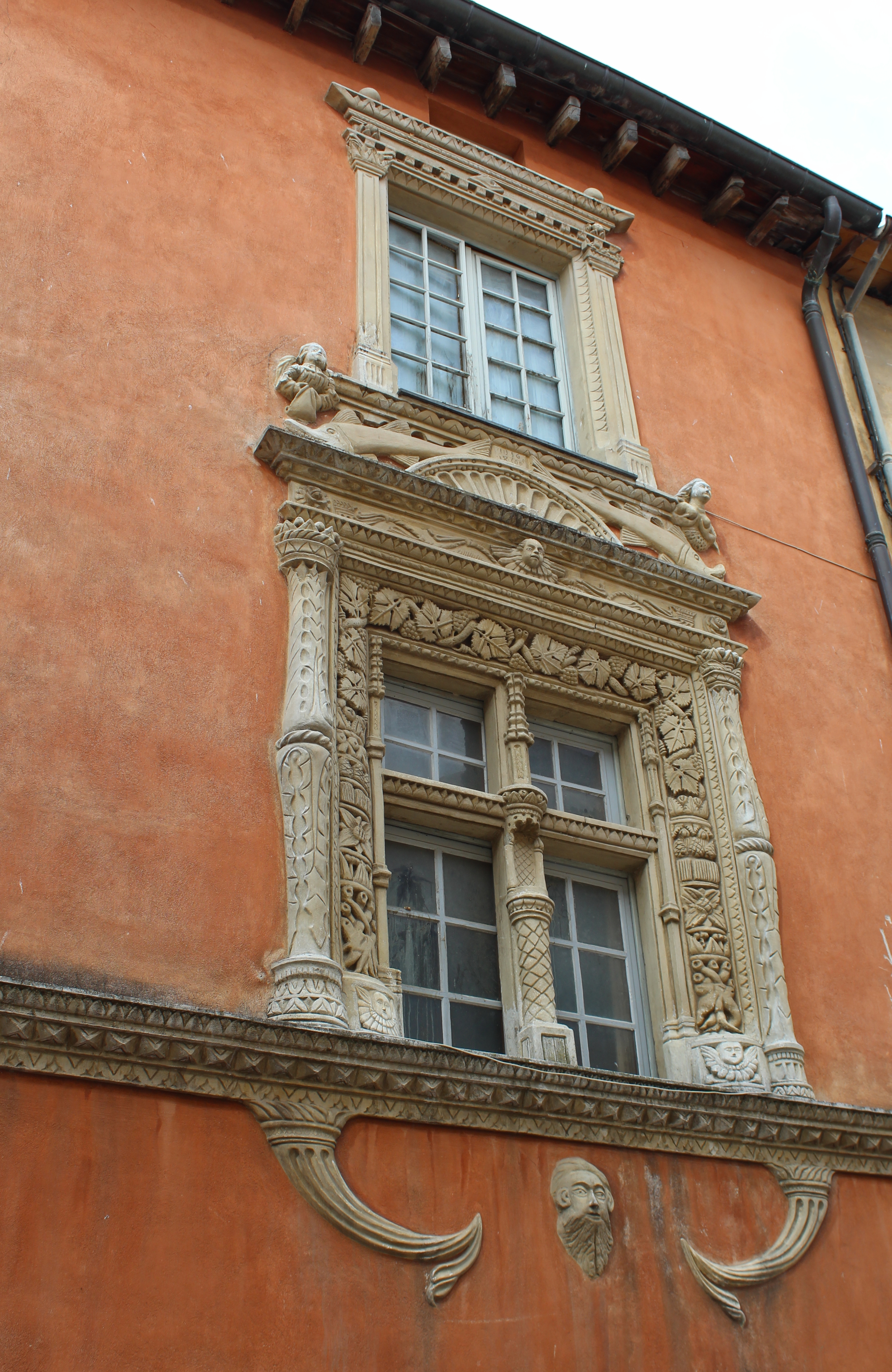
Maison Renaissance.

- Le castrum Saint-Jean[34], village médiéval déserté.

L'exposition des fouilles du castrum Saint-Jean.
- L'oppidum de Piégu.
- Fenêtres Renaissance du village[35],[36].
- Château de la Riperte, bastide de la période romantique (au nord-est)[37].

Un cippe romain a été retrouvé dans les restes du château.
- La tour de l'horloge et sa cloche du XVIIIe siècle[39].
- Le volcan basaltique de Poulagnier (puits à feu) vieux de 200 millions d'années[40],[41].
- Le massif de la Sainte-Baume[42].
- Le patrimoine religieux[43] :
  - Église paroissiale Saint-Sébastien[44],[45] ;
  - Chapelle Notre-Dame (le Pays Haut)[46],[47] ;
  - Chapelle Saint-Jean de Solférino[48],[49],[50] ;
  - Chapelle Sainte-Catherine[51].
  - Oratoires.
- Fontaine.
- Monuments commémoratifs[52].

## Économie

### Entreprises et commerces

#### Agriculture

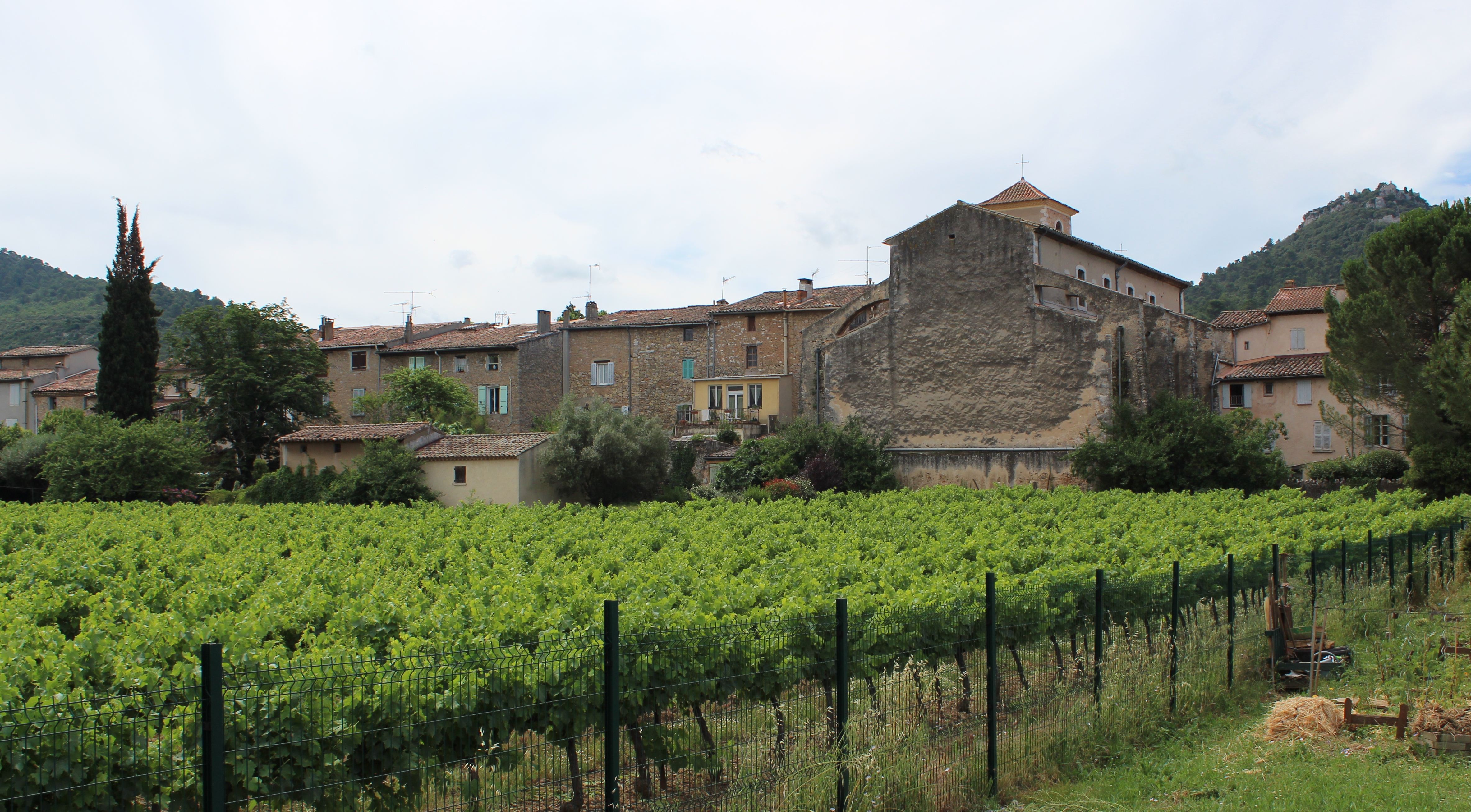
Les vignobles au pied du village.

La Zone agricole protégée (ZAP) de Rougiers, d'une superficie de 408 hectares, a été approuvée le 6 janvier 2021 par arrêté préfectoral.
- Coopérative vinicole La Fraternelle[54].
- Haras, élevage de chevaux, de moutons et de chèvres[55].
- Viticulture.

#### Tourisme
- Gîtes de France.

#### Commerces
- La commune dispose de commerces de proximité et de services aux particuliers[56] : 
  - Commerces spécialisés alimentaires, salons de coiffure[57].

### Événements et vie de la commune
- Au mois de septembre : la Fête des pois chiches, légumineuse dont Rougiers est producteur. Fête annuelle (16e édition en 2015) organisée par la Confrérie du Pois Chiche de Rougiers[58] : défilé de confréries, chapitre, intronisations, spectacle de rue, foire artisanale, repas gastronomique, concours du soufflé de pois chiches répertorié au Guinness Records, concours photos, etc.

### Héraldique
|  | Les armoiries de Rougiers se blasonnent ainsi : D'argent au rouget (chabot) de gueules posé en pal. |

### Personnalités liées à la commune
- Victorin Henri, maire de la commune durant cinquante ans, de 1921 à 1971[60].